# Halmaheramys
Halmaheramys — рід пацюків (Rattini), ендемічних для Молуккських островів, Індонезія.